# Blau – Wie Himmel, Meer und Liebe
Blau – Wie Himmel, Meer und Liebe (jap. BLUE, mit dem Untertitel Sora-iro * Mizu-iro * Koi no Iro (そらいろ＊みずいろ＊こいのいろ), dt. „die Farbe des Windes, Wassers und der Liebe“) ist eine Mangaserie der japanischen Zeichnerin Kozue Chiba. Sie erschien in Japan von 2009 bis 2011 und ist in die Genres Drama, Romantik und Shōjo einzuordnen.

## Inhalt
Mimi Ichito (一戸 美海) zog im 3. Jahr der Mittelschule mit ihren Eltern nach Tokio. Drei Jahre später kehrt sie in ihre Heimat zurück, eine kleinere der japanischen Inseln, weil sie eine Affäre mit ihrem Lehrer hatte und daher die Schule verlassen musste. Dort wird sie von ihrer besten Freundin Sumire Manabe (真鍋 菫) und Sandkastenfreunden Hikari Tsukishima (月島 ヒカリ) und Yōsuke Kakei (筧 陽介) empfangen. Die wollen sie wieder aufmuntern und suchen die blaue Katze mit dem Glöckchen am Schwanz, die dem Finder einen Wunsch erfüllen soll. Ihren Freunden will Mimi nichts über die Ereignisse in Tokio erzählen. Bald aber gesteht ihr Hikari, dass er noch immer in sie verliebt ist. Mimi erklärt sich bereit, seine Freundin zu werden. Zunächst will sie so nur ihren Exfreund zu vergessen, doch letztlich verliebt sie sich auch in Hikari.
Hikari und Mimi wollen nach ihrem Schulabschluss heiraten, Hikari will als Fischer arbeiten wie sein Vater und Mimi als Hausfrau. Doch nach einem Jahr entscheidet sie sich, Erzieherin zu werden und dafür nach Tokio zu gehen. Hikari ist dagegen, da sie dann weit von ihm entfernt wäre und auch Mimi ist sich unsicher. Als sie sich aber mit ihrer Mutter zerstreitet, beendet sie die Beziehung mit Hikari und geht weg. Als sie schließlich nach langer Zeit zurückkehrt und Hikari noch immer liebt, erzählt Sumire ihr, dass sie sich ebenfalls in Hikari verliebt hat. Um Sumire nicht zu schaden und nicht nur zum eigenen Vorteil zu handeln, verschweigt Mimi Hikari ihre Liebe.

## Veröffentlichung
Die Serie erschien von November 2009 bis November 2011 im Manga-Magazin Sho-Comi des Verlags Shogakukan in Japan. Die Kapitel wurden zwischen Januar 2010 und Dezember 2011 auch in acht Sammelbänden veröffentlicht. Eine deutsche Übersetzung erschien von März 2012 bis Mai 2013 vollständig bei Tokyopop. Sharp Point Press brachte den Manga in Taiwan heraus, Kazé in Frankreich und Planet Manga in Italien.

## Rezeption
Die Serie erzähle vom Erwachsenwerden und den Problemen, die die ersten großen Gefühle mit sich bringen, so die deutsche Zeitschrift AnimaniA. Die Dramatik sei ab und an übertrieben, was aber genretypisch sei. Durch den Schauplatz und den ernsten Umgang mit einer Lehrer-Schüler-Beziehung steche das Werk aus der Masser heraus. „Zarte Zeichnungen und eine großzügige Seiteneufteilung fördern im Kontrast zu den schweren Themen ein luftiges, sommerliches Setting“, heißt es zum Stil. Die Figuren seien „superschlank und mit großen Augen“ sowie zum Setting passend „mit windzerzausten Look ausgestattet“, wobei sie in Chibas typischen Stil jünger als 17 Jahre wirkten.